# ジャッジ・ドレッド
『ジャッジ・ドレッド』（Judge Dredd）は1995年のアメリカ映画で、SF映画。イギリスの同名コミックの映画化作品。

## あらすじ
西暦2139年。核戦争後の人類に残された「メガシティ・ワン」は、秩序が乱れた犯罪都市と化していた。そこで政府は街の秩序を立て直すために究極の法システムを導入する。それは「ジャッジ」といわれるエリート集団である。彼らは逮捕した犯罪者をその場で裁判、判決、刑執行を行える権限を持っていた。その集団の頂点に立つ男が、人々から恐れられている「ジャッジ・ドレッド」であった。
ある日、ドレッドは身に覚えのない殺人罪で逮捕されるが、それはその後に明かされる陰謀の序章に過ぎなかった。

## 登場人物・キャスト
ジャッジ・ジョゼフ・ドレッド
演 - シルヴェスター・スタローン
本作の主人公のジャッジ。最も恐れられているジャッジで法を冒した人間には容赦なく裁きを下す。法に最も忠実な男で「法は常に正しい」という考えを持つ。過去に親友だったリコを逮捕したことがあり、それ以降その辛さから感情を捨てた。ニュースレポーターのハモンド夫妻を殺害した罪を着せられ、終身刑に処される。実はヤヌスプロジェクトでファーゴの遺伝子を元にバイオテクノロジーで生み出されたクローン人間である。
リコ
演 - アーマンド・アサンテ
ドレッドの親友だった元ジャッジで、殺人罪でドレッドに逮捕された男。その後、刑死したと思われていたが、グリフィンの策略でアスペン刑務所で生き続けていた。グリフィンの手引きでアスペンから脱獄。ジャッジシステムに批判的な考えを持っていたニュースレポーターのハモンドを殺害しドレッドに殺人罪をかぶせ、メガシティで反乱を起こし、町を恐怖に陥れる計画を実行する。ドレッドと同じく、ヤヌスで誕生したクローン人間であり、遺伝子もドレッドと同じ。ヤヌスを利用してメガシティを支配しようと目論む。
ジャッジ・ハーシー
演 - ダイアン・レイン
ドレッドの同僚のジャッジ。ドレッドの裁判の弁護人を務める。リコが起こしたジャッジの大量虐殺から生き残り、ドレッド達と共に戦う。
ファーゴ長官（ジャッジ・ファーゴ）
演 - マックス・フォン・シドー
ジャッジ評議会の長官。ドレッドの理解者であり彼を最も信頼している。現役時代は最も優秀なジャッジで、ヤヌスプロジェクトでは彼の遺伝子が使われたが、ジャッジシステムが人々を抑圧している現状に心を痛めている。それに反発するグリフィンの策略で、犯罪者に仕立てられたドレッドを死刑にさせないため引退し、ロングウォークに出る（引退するジャッジは特権として最後の命令を下すことが出来るため）。ドレッドを危機から救うが、エンジェルファミリーの三男ミーンに致命傷を負わされ、ドレッドに出生の秘密を明かして息絶える。
ハーマン・ファーガソン（ファージー）
演 - ロブ・シュナイダー
冒頭で刑期を終えてメガシティに戻ってきたのもつかの間、暴動に巻き込まれ、業務用ロボットの中に隠れたため、ロボットの不正操作でドレッドに逮捕されてしまった不幸な男。その後冤罪で逮捕されたドレッドと同じ飛行機でアスペン刑務所へ向かうことになるが、飛行機がエンジェルファミリーの襲撃で墜落し、拉致される。その後ドレッドに救われ彼と共に行動することになる。
ジャッジ・グリフィン
演 - ユルゲン・プロホノフ
ジャッジ評議員の一人。メガシティで暴動が絶えないため、制度を強化して、極刑の適用範囲を広げるべきと主張するも、ファーゴ長官がそれに消極的であったため、ファーゴを失脚させて自らが長官になる。秩序のためにヤヌスプロジェクトを再開し、ジャッジを増員しようとするが、リコに裏切られ、殺されてしまう。
メイソン・オルメイヤー
演 - バルサザール・ゲティ
アカデミーに通うジャッジ候補生。CGや映像解析のエキスパートで、アカデミーでも一目を置かれるほどの人物で、ドレッドの持っていた非常に精巧に作られた合成写真を見破った。ドレッドの裁判では証拠品の映像の不鮮明さを指摘し、却下させた。
エンジェルファミリー
メガシティでもその名が知られる無法者家族。ドレッドを乗せた飛行機をロケットランチャーで撃墜し、ドレッドとファージーを拉致する。父親とジュニア、リンク、ミーンの4人で構成され、食人嗜好を持つ。ミーンは幼い頃に手術を繰り返したらしく、体のいたるところが機械化されており、額のスイッチを入れると凶暴になる。

## 登場メカ
処刑銃（ロウギバー・ハンドガン）
ジャッジが使う銃。正式名称「ロウギバー・ハンドガン・モデル2（略称はロウギバー2）」一見普通のハンドガンのように見えるが、炸裂弾や閃光弾などの色々な種類の弾丸を装備し、自動連射モード、2連銃といった様々な銃火器の機能を兼ね備えた銃。持ち主の声を聞き分けて指令を読み取ることが出来る。持ち主のDNAが登録されており、持ち主以外の人間が手にすると相手を感電させる機能が付いている。また、銃を撃ったジャッジの遺伝情報を弾丸に打ち込む隠れた機能が付いており、これが裁判でドレッドが有罪になる決め手となった。
ローマスター・エアバイク
ジャッジが使う、陸・空両用のバイク。レーザー爆弾二機で武装し、垂直離着陸が可能。
ABCロボット
リコが訪れた武器屋に安置されていた戦闘用ロボット。戦争で絶滅したとされているが、武器屋の店主曰く「探せば手に入る」という。長い間機能していなかったが、リコが修理したことで復活。リコを主人と認識し、彼らと共にメガシティで暴れまわる。キャラクタの元ネタはイギリスのコミック「ABC warriors」からであり、本作ではカメオ出演である。
ヤヌスプロジェクト
その昔、封印されたプロジェクト。遺伝子工学を利用し、完璧なジャッジを作る目的で行われた。当時最も優秀だったファーゴの遺伝子を元に、弱点や欠点を抹消し、長所を強化して、ドレッドとリコを作り出した。最新の技術を使えば、すぐに（約8時間で）成人を作り出すことも可能。リポーターのハモンドはこのプロジェクトについて調べていたが、そのためにグリフィンの策略で殺された。

## スタッフ
- 監督：ダニー・キャノン
- 製作総指揮：アンドリュー・G・ヴァイナ、エドワード・R・プレスマン
- 製作：チャールズ・M・リピンコット、ボー・E・L・マークス
- 脚本：ウィリアム・ウィッシャー、スティーヴン・E・デ・スーザ
- 音楽：アラン・シルヴェストリ
- 撮影：エイドリアン・ビドル

## 日本語吹替
| 役名                             | 俳優                                  | 日本語吹替                                                         | 日本語吹替                                                   |
| 役名                             | 俳優                                  | VHS・DVD版                                                         | フジテレビ版                                                 |
| -------------------------------- | ------------------------------------- | ------------------------------------------------------------------ | ------------------------------------------------------------ |
| ジャッジ・ドレッド               | シルヴェスター・スタローン            | 玄田哲章                                                           | 玄田哲章                                                     |
| リコ                             | アーマンド・アサンテ                  | 石塚運昇                                                           | 大塚芳忠                                                     |
| ジャッジ・ハーシー               | ダイアン・レイン                      | 高島雅羅                                                           | 鈴鹿千春                                                     |
| ファーゴ長官                     | マックス・フォン・シドー              | 阪脩                                                               | 内田稔                                                       |
| ファージー                       | ロブ・シュナイダー                    | 大塚芳忠                                                           | 江原正士                                                     |
| ジャッジ・グリフィン             | ユルゲン・プロホノフ                  | 池田勝                                                             | 堀勝之祐                                                     |
| イルサ                           | ジョアン・チェン                      | 佐々木優子                                                         | 小宮和枝                                                     |
| メイソン・オルメイヤー           | バルサザール・ゲティ                  | 檀臣幸                                                             | 落合弘治                                                     |
| ジャッジ・エヴリン・マクルーダー | ジョアンナ・マイルズ                  | 山田礼子                                                           | 京田尚子                                                     |
| ジャッジ・カルロス・エスポジト   | ピーター・マリンカー                  | 筈見純                                                             | 小島敏彦                                                     |
| ジャッジ・ジェラルド・シルバー   | アンガス・マッキネス                  | 峰恵研                                                             | 朝戸鉄也                                                     |
| ミラー刑務所長                   | モーリス・ローヴズ                    | 幹本雄之                                                           | 田原アルノ                                                   |
| ガイガー                         | イアン・デューリー                    | 宝亀克寿                                                           | 幹本雄之                                                     |
| パ・エンジェル                   | スコット・ウィルソン                  | 宝亀克寿                                                           | 千田光男                                                     |
| ジュニア・エンジェル             | ユエン・ブレムナー                    |                                                                    | 成田剣                                                       |
| リンク・エンジェル               | フィル・スミートン                    |                                                                    | 石井隆夫                                                     |
| ミーン                           | クリストファー・アダムソン            | 中田和宏                                                           | 辻親八                                                       |
| ジャッジ・ブリスコ               | レックス・ダニエル                    |                                                                    | 成田剣                                                       |
| ヴァーティス・ハモンド           | ミッチェル・ライアン                  | 宮田光                                                             | 糸博                                                         |
| ブロック将軍                     | ジェームズ・レマー （クレジットなし） |                                                                    | 大友龍三郎                                                   |
| 役不明又はその他                 |                                       | さとうあい 松本大 伊藤和晃 大黒和広 喜多川拓郎 佐藤ユリ 前田このみ | 叶木翔子 中澤やよい 相沢正輝 後藤敦 引田有美 青柳ミエ 青山穣 |
|                                  |                                       |                                                                    |                                                              |
| 翻訳                             |                                       | 武満眞樹                                                           | 栗原とみ子                                                   |
| 演出                             |                                       | 福永莞爾                                                           | 田島荘三                                                     |
| 調整                             |                                       | 兼子芳博                                                           | 長井利親                                                     |
| 効果                             |                                       |                                                                    | 南部満治                                                     |
| 担当                             |                                       | 吉富孝明                                                           | 小笠原恵美子 魏治康                                          |
| 制作                             |                                       | ニュージャパンフィルム                                             | ニュージャパンフィルム                                       |
| 初回放送                         |                                       | 2016年7月15日 『午後のロードショー』                               | 1997年10月18日 『ゴールデン洋画劇場』                        |

- VHS・DVD版は廉価版DVDとBlu-ray Discには未収録。（版権が『東宝』から『ディズニー』に移行したためである）

## 地上波放送履歴
| 回数  | テレビ局   | 番組名             | 放送日         | 吹替版       |
| ----- | ---------- | ------------------ | -------------- | ------------ |
| 初回  | フジテレビ | ゴールデン洋画劇場 | 1997年10月18日 | フジテレビ版 |
| 2回目 | 日本テレビ | 金曜ロードショー   | 1999年6月11日  | フジテレビ版 |
| 3回目 | フジテレビ | ゴールデン洋画劇場 | 2001年3月24日  | フジテレビ版 |
| 4回目 | テレビ東京 | 木曜洋画劇場       | 2002年10月31日 | フジテレビ版 |
| 5回目 | テレビ東京 | 午後のロードショー | 2016年7月15日  | VHS・DVD版   |
| 6回目 | テレビ東京 | 午後のロードショー | 2021年2月9日   | VHS・DVD版   |
| 7回目 | テレビ東京 | 午後のロードショー | 2023年10月19日 | VHS・DVD版   |

## その他
- ラストではドレッドがメガシティ・ワンを背景にして写っていることから続編が示唆されていたが、映画が興行的に失敗してしまったため、続編製作にスタローンは消極的であった。2002年に『ジャッジ・ドレッド2』が制作されるという噂が出回るもそれだけに終わったが、2010年には本作の再映画（リメイクではなくリブート）化が決定し、2012年にカール・アーバン主演、ライオンズゲート配給で3D公開された。

- 日本ではVHS・旧盤DVDは廃盤になり入手困難であった上、有名俳優起用による大作映画でありながらレンタルDVDが出回っていなかったため、DVDの中古品はインターネットの一部中古市場で高額取引されていた。2013年7月17日にウォルト・ディズニー・ジャパンよりBDが発売されたことに伴い、DVDも新たに同時発売された。しかし、東芝デジタルフロンティアより発売されたVHS・旧盤DVDに収録されていた吹き替え版は収録されていない。ディズニーの日本語吹き替え未収録作品は、本作が初である。
- CHAGE and ASKAのASKAによるエンディングテーマ「TIME」は、サウンドトラック盤アルバムではCHAGE&ASKAのアルバム『RED HILL』に収録された「THE TIME」の英語バージョンと解説されているがこれは間違いで、実際は『GUYS』に収録された「WHY」を元にサビの変更と歌詞を英語化したバージョンである。